# Influencia de Marilyn Manson en la cultura pop

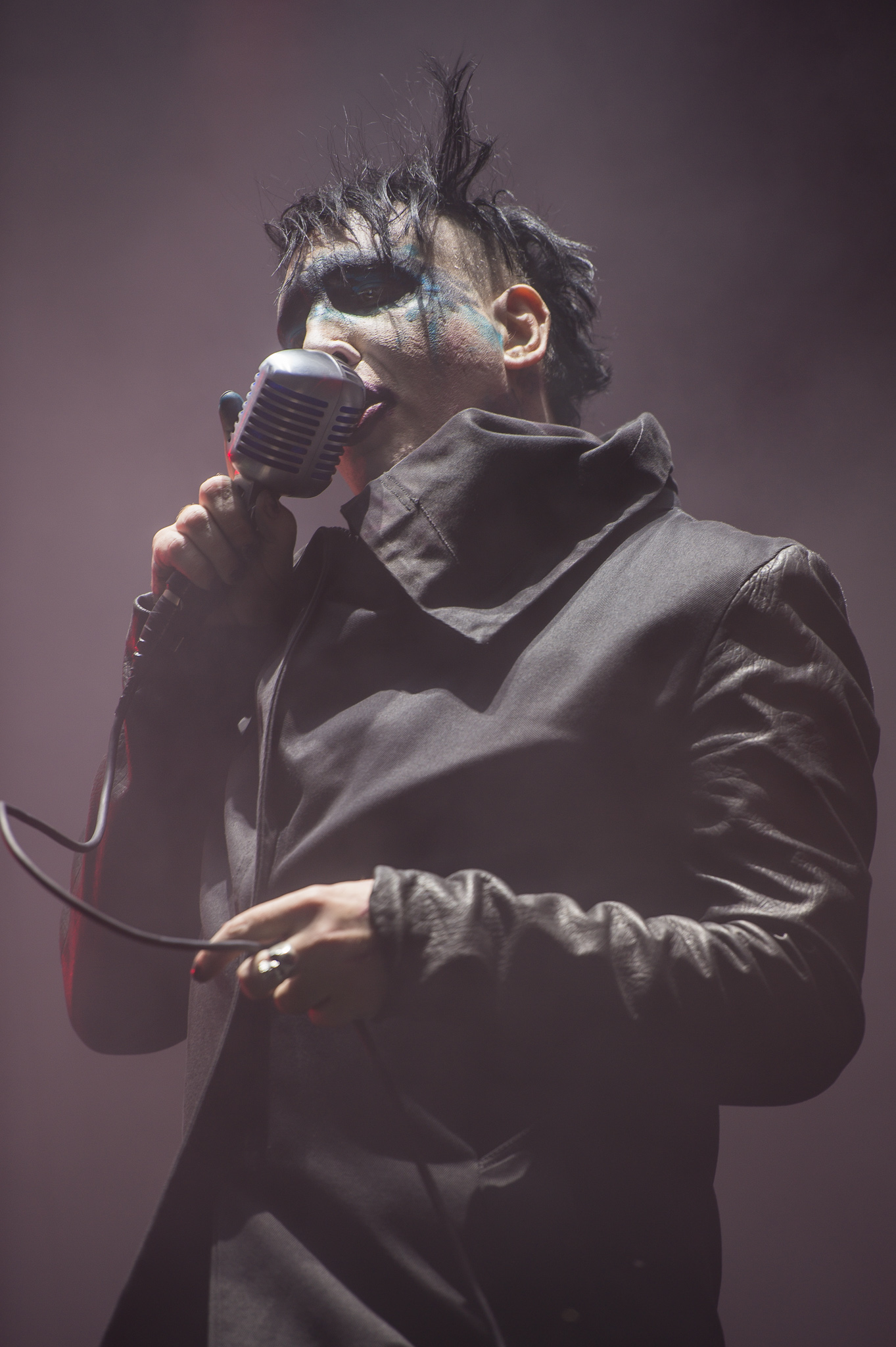
Marilyn Manson en 2015

Musical y estéticamente, Marilyn Manson ha sido responsable de influenciar a varios artistas a lo largo de su carrera. Desde el lanzamiento de su álbum debut Portrait of an American Family, la banda y su vocalista fueron considerados "políticamente incorrectos" por distintos medios, debido al contenido religioso y polémico de sus letras. El álbum Mechanical Animals centrado en un sonido glam rock y estéticamente más ligado a la moda, fue criticado por su contenido lleno de temas sexuales y letras sobre el uso de fármacos. A pesar de la recepción negativa por parte de algunos medios hacía sus lanzamientos, a Marilyn Manson se le atribuye la creación de algunos de los videos musicales más reconocibles y visualmente definitorios de la Generación MTV.
 Considerado como un icono de la cultura pop, la editora de la Rolling Stone, Lorraine Ali, acreditó a Manson como el artista que marcó el final del reinado del grunge dentro de la música pop.
Distintos artistas han revelado su fanatismo por el trabajo de Marilyn Manson y algunos incluso han declarado haberse inspirado estéticamente en el y plasmado sus conceptos en sus propios álbumes. La influencia de Manson en la industria abarca una gama de diversos géneros musicales y a sus respectivos exponentes, tales como el dance pop, rock, hip hop, electro-pop, J-pop y distintas ramas del metal.

## Influencia en la música pop
A pesar de pertenecer a la industria del metal, la banda ha inspirado a grandes exponentes del género pop. Tales como la cantante Christina Aguilera quien en 2010 hizo su propia versión de la canción «The Beautiful People» para la banda sonora de su película debut Burlesque. Manson comentó que si el tuviese que hacer un cover de alguna canción de Aguilera sería «Genie in a Bottle». A manera de tributo, Britney Spears agregó como interludio la canción «Sweet Dreams (Are Made of This)» al repertorio de su gira The Circus Starring Britney Spears, acompañada de un video que mostraba a Spears rodeada de personas con antifaces mientras voces distorsionadas daban apertura al acto. La cantante Skylar Grey, con quien grabó una canción llamada «Can’t Haunt Me», describió a Manson como «[un] verdadero artista y genio». Grey comentó que su participación fue «surrealista» y agregó haber admirado su trabajo por años.

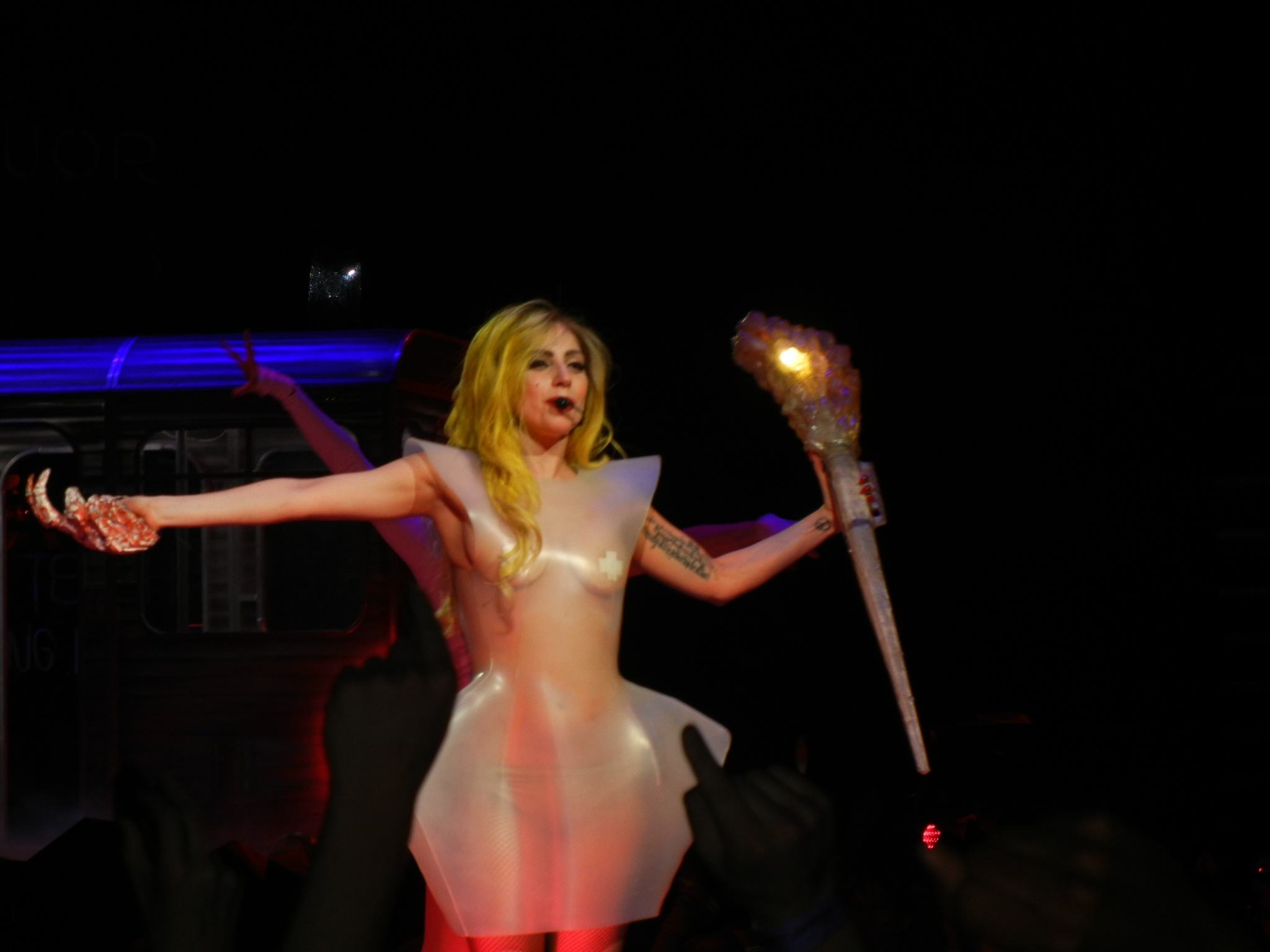
Lady Gaga interpretando la remezcla de «LoveGame» durante la gira The Monster Ball Tour.

En 2009 La cantautora Lady Gaga colaboró con Marilyn Manson en una remezcla de su sencillo «LoveGame», posteriormente incluida en su álbum de remezclas The Remix de 2010. Dicha versión tuvo una recepción positiva por parte de los críticos de música contemporánea. Tras la filtración de unas fotos que mostraban a ambos artistas en un estudio de grabación, Gaga se declaró fanática de su música. En 2010 la cantante agregó «LoveGame» al repertorio de su gira The Monster Ball Tour, la presentación incluía los fragmentos cantados por Manson mezclados con la voz de la cantante, Gaga interpretaba la canción vistiendo un hábito de monja traslúcido y una prótesis esquelética en la mano.
Otro de los artistas que mostraron haber tomado influencia por parte de la banda fue Michael Jackson. En 1997 con el lanzamiento de su álbum de remezclas Blood on the Dance Floor: HIStory in the Mix, Neil Strauss editor del periódico The New York Times en su análisis sobre el álbum, comparó las canciones «Is It Scary» y «Morphine» con las letras de Manson, señaló que las metáforas sobre el sida y la drogadicción incluidas en las canciones, favorecían la estructura del álbum y eran similares al trabajo de Marilyn Manson.

Visuales de Marilyn Manson durante el The Avril Lavigne Tour.

En 2004, durante una entrevista con Rolling Stone, la cantante canadiense Avril Lavigne declaró que Marilyn Manson influyó en su manera de dar conciertos. En 2013 durante la promoción de su álbum homónimo, Lavigne acreditó a Manson como la inspiración de su cambio de imagen usada en el arte del álbum. La cantante tuvo la oportunidad de colaborar con Manson en su canción «Bad Girl». Jason Lipshut, editor de Billboard la catalogó como una colaboración «caótica y gloriosa». Lavigne agregó la canción al repertorio de su gira The Avril Lavigne Tour, Marilyn Manson aparecía en una pantalla a manera de interludio.

## Influencia en el cine
La música de Marilyn Manson ha sido usada en distintas bandas sonoras desde su debut.